# هایدن کولسن
هایدن کولسن (انگلیسی: Hayden Coulson؛ زادهٔ ۱۷ ژوئن ۱۹۹۸) بازیکن فوتبال اهل بریتانیا است.
از باشگاه‌هایی که در آن بازی کرده‌است می‌توان به باشگاه فوتبال میدلزبرو، باشگاه فوتبال سنت میرن، و باشگاه فوتبال کمبریج یونایتد اشاره کرد.
وی همچنین در تیم‌های ملی فوتبال England national under-16 football team، زیر ۱۷ سال انگلستان، و زیر ۱۸ سال انگلستان بازی کرده‌است.